# 天秤座18
天秤座18，又名BD-10 3999，HD 132345、SAO 158946、HR 5582，是天秤座的一颗恒星，视星等为5.87，位于銀經346.11，銀緯40.8，其B1900.0坐标为赤經14h 53m 28.9s，赤緯-10° 40.8′ 31″。